# Княжевсько
Кня́жевсько (болг. Княжевско) — село в Старозагорській області Болгарії. Входить до складу общини Опан.

## Населення
За даними перепису населення 2011 року у селі проживали 178 осіб, усі — болгари.
Розподіл населення за віком у 2011 році:
Динаміка населення: